# Die Übergabe von Breda
Die Übergabe von Breda ist ein Gemälde des spanischen Malers Diego Velázquez. Das 3,70 × 3,07 Meter große Bild, das im Spanischen den Titel „Las lanzas“ trägt, entstand um 1635 und hängt heute im Museo del Prado in Madrid.

## Geschichtlicher Hintergrund
Spanien kämpfte im Achtzigjährigen Krieg bis zur Mitte des 17. Jahrhunderts um den Erhalt der habsburgischen Macht über die Spanischen Niederlande, deren protestantischer Teil in Gestalt der Utrechter Union von Spanien abgefallen war, während Flandern nach anfänglichen Erhebungen von spanischen Truppen besetzt und rekatholisiert worden war. 
Als Schlüsselposition galt das Städtchen Breda. Philipp IV., seit 1621 König, verlangte einen Sieg, obgleich sein Kriegsrat vor der Gefahr eines Stellungskriegs gewarnt hatte. Seinem Feldherrn in den Niederlanden, Ambrosio Spinola, sandte er ein Billett mit der Aufforderung: „Nehmt Breda“ und der Unterschrift: „Ich, der König“. 12 Monate dauerte die Belagerung Bredas, bei der auch die spanische Armee stark dezimiert wurde, am 2. Juni 1625 jedoch unterschrieb der Kommandant des niederländischen Heeres die Kapitulationsurkunde.

## Das Gemälde
Velázquez hatte den Auftrag, den Sieg der Spanier über die Niederländer im Bild festzuhalten. Er entschied sich für die Szene, in welcher der niederländische Kommandant Justinus von Nassau dem Spanier Spinola den Stadtschlüssel überreicht. In einem Bericht aus Antwerpen aus dem Jahr 1629 heißt es zu dem Vorgang: „Er (Spinola) begrüßte und umarmte den Kommandanten von Nassau mit freundlichem Blick und rühmte mit noch freundlicheren Worten die Tapferkeit der Verteidigung.“ Im Bild tritt der Repräsentant der unterlegenen Niederländer (links) dem siegreichen Spinola (rechts) in Demutshaltung entgegen und wird von diesem aufgerichtet. Dem Althistoriker Pedro Barceló zufolge hat Velasquez die Geste der politischen Großmut bei seinem Besuch in Rom aus einer Darstellung des Kaisers Trajan, die in den Triumphbogen des Konstantin eingefügt wurde, entnommen. 
Historischen Belegen zufolge gestaltete Spinola die Kapitulationsbedingungen sehr großzügig: Die gegnerischen Soldaten durften voll bewaffnet und in Formation aus der Stadt ausziehen, Plünderungen waren der spanischen Armee nicht gestattet. Die spanische Öffentlichkeit  ließ sich ob dieser noblen Geste begeistern, nicht nur Velázquez setzte sie ins Bild, auch der Dichter Pedro Calderón de la Barca feierte Spinola in seinem Schauspiel Die Belagerung von Breda. 
Das Gemälde wird auf Spanisch auch Las lanzas genannt, weil gut ein Drittel des oberen Bereichs des Bildes die bedrohlich wirkenden, riesigen Lanzen der spanischen Armee ausfüllen. Sie waren wegen ihrer Reichweite und Durchschlagskraft gefürchtet. In Formation senkrecht getragen wirkten sie wie eine undurchdringliche Mauer, Calderón gab ihr die Bezeichnung „Ährenfelder“. Auf dem Gemälde stehen aber die Lanzen nicht alle senkrecht. Unter den Männern der spanischen Armee, die in weiten Teilen nur sehr schemenhaft abgebildet sind, sind überdies etliche auch nicht der Geste der Ehrerbietung durch das Abnehmen des Hutes gefolgt, sie haben ihre Hüte aufbehalten, wenden sich der Zeremonie nicht zu, scheinen sich stattdessen zu unterhalten. Indem Velázquez diese Disziplinlosigkeit in Haltung und Benehmen in Szene setzte, machte er auf den Zustand der spanischen Armee aufmerksam: Diese bestand zu der Zeit überwiegend aus angeworbenen Söldnern ausländischer Herkunft, die für einen Hungerlohn ohne eigenen Impetus auf jeder Seite kämpften. Ihnen wird es nicht gepasst haben, dass Spinola das Marodieren in der Stadt Breda untersagt hatte. Ganz rechts im Bild, hinter dem Pferd und unterhalb der Fahne schaut ein Angehöriger der spanischen Armee aus dem Bild heraus, seine Gesichtszüge sind die des Malers.